# Max Plaut (Jurist, 1888)
Maximilian Friedrich Plaut (* 1. Juni 1888 in Kassel; † 31. März 1933 ebenda) war ein deutscher Rechtsanwalt und Notar.

## Leben
Maximilian Friedrich Plaut wurde als Sohn des Bankiers Leopold Plaut in Kassel geboren. Sein Vater war ein tiefgläubiger Jude und lange Zeit Gemeindeältester der jüdischen Gemeinde in Kassel.
Er besuchte das Wilhelmsgymnasium Kassel bis zum 27. September 1902, um danach eine „andere Schule“ zu besuchen. Nach dem Abitur studierte er Rechtswissenschaften an den Universitäten Göttingen, Jena und Genf. Das Referendarexamen legte er am 18. Juni 1910 ab, und am 11. April 1911 wurde er mit der Dissertation unter dem Titel Der Übergang des Geschäftes einer offenen Handelsgesellschaft auf eines ihrer Mitglieder promoviert.
Obwohl er während des Ersten Weltkriegs zum Militär eingezogen wurde, konnte er seine Referendarzeit am 15. Januar 1916 mit dem Zweiten Staatsexamen abschließen. Gegen Ende des Jahres 1918 kehrte er nach Kassel zurück und wurde am 7. Dezember 1918 beim Landgericht und Amtsgericht Kassel als Rechtsanwalt zugelassen und am 12. Januar 1927 zum Notar bestellt. Seine Kanzlei befand sich in der Kasseler Innenstadt in der Wolfsschlucht 24a im Henschelhaus.
Als die Nationalsozialisten erstarkten, geriet Plaut bereits dadurch, dass er öfter ihr Prozessgegner war, in deren Fokus, und es wurden z. B. im NS-Blatt Hessische Volkswacht Hetzartikel gegen ihn publiziert. So wurden beispielsweise die Entziehung des Notariates und berufsrechtliche Maßnahmen der Anwaltskammer gegen ihn gefordert. Ein führender Nationalsozialist in Kassel war der Rechtsanwalt Roland Freisler, seit 1932 Mitglied im preußischen Landtag und späterer Präsident des Volksgerichtshofes. Nach der Ernennung Hitlers zum Reichskanzler im Januar warteten die Kasseler Nationalsozialisten noch den Beschluss des Ermächtigungsgesetzes am 23. März ab, um dann zur „persönlichen Abrechnung“ zu schreiten. Am Abend des 24. März 1933 gegen 18 Uhr drang ein SA-Trupp in die Kanzlei von Plaut ein und verschleppte ihn in die Bürgersäle, eine Gaststätte, die bei Parteianhängern der NSDAP und Angehörigen der SA beliebt war und nun zum Ort von Folter und Misshandlungen wurde. Plaut wurde danach in seine Wohnung in der Wilhelmshöher Allee 55 gebracht, und der herbeigerufene Arzt musste ihn aufgrund der schwersten Verletzungen, die er bei den Misshandlungen erlitten hatte, unter anderem einer Quetschung der Nieren und der Lunge, unter dauerhafte Narkose setzen. Eine Woche später erlag er seinen Verletzungen. Die Staatsanwaltschaft ermittelte daraufhin zwar „gegen Unbekannt“ wegen eines Tötungsdeliktes. Nach der Obduktion des Leichnams wollten die Mediziner sich jedoch nicht auf eine eindeutige Todesursache festlegen, und das Verfahren wurde schließlich eingestellt. Seine Beisetzung auf dem neuen jüdischen Friedhof in Kassel-Bettenhausen fand unter polizeilicher Beobachtung statt, und seine Witwe durfte erst nachträglich eine Todesanzeige aufgeben. Plaut gilt als erstes Todesopfer der Nationalsozialisten in Kassel. Auch der Anwalt Julius Dalberg erlitt am 24. März am selben Ort diese Misshandlungen, die er nur knapp überlebte, Dalberg wurde 1943 in Sobibor ermordet.
Am 10. April 1933 teilte der Landgerichtspräsident dem preußischen Justizminister mit, dass der Rechtsanwalt und Notar Max Plaut verstorben sei, und er wurde am gleichen Tag aus der vom Landgericht geführten Anwaltsliste gelöscht.

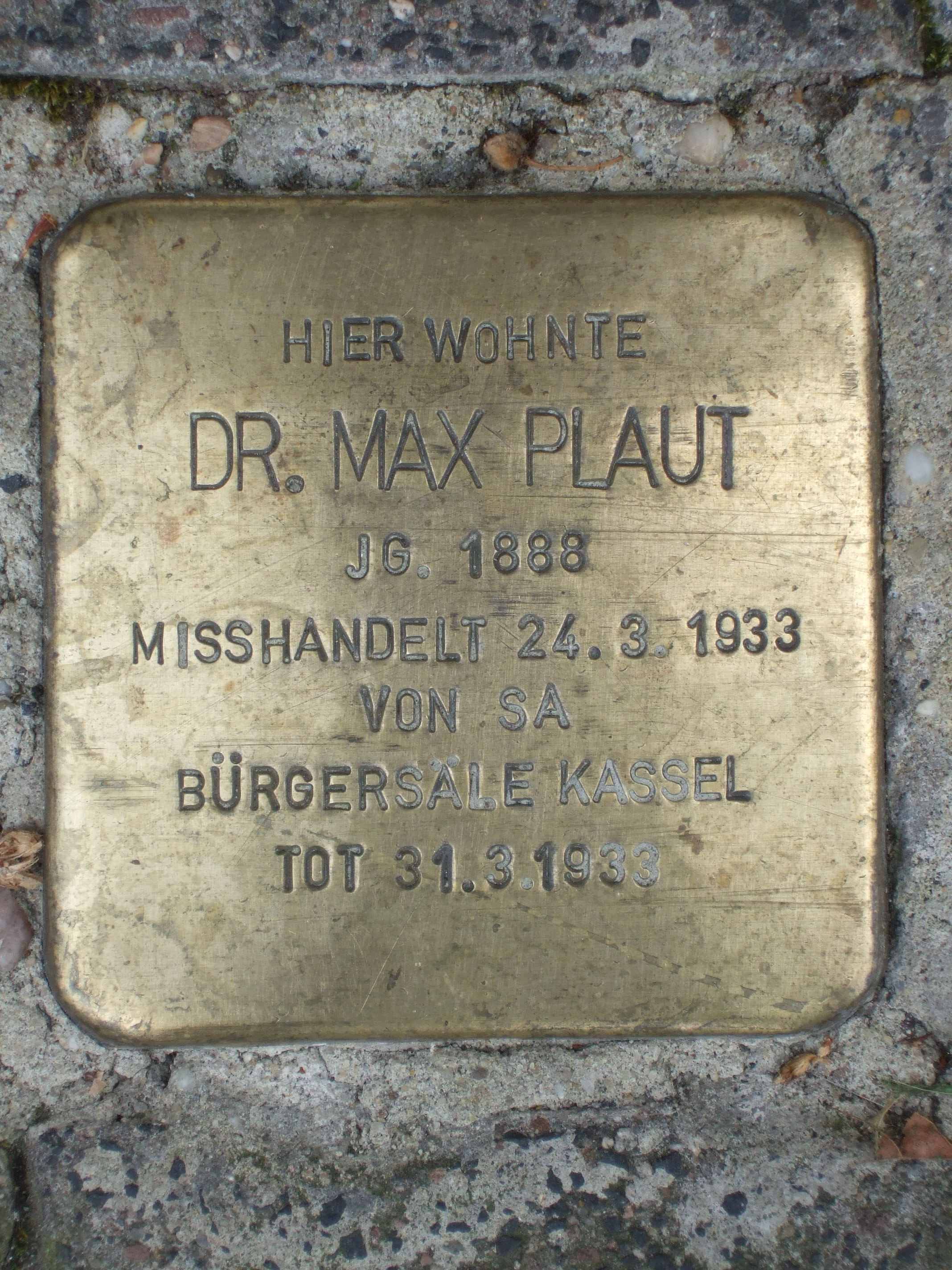
Stolperstein für Max Plaut

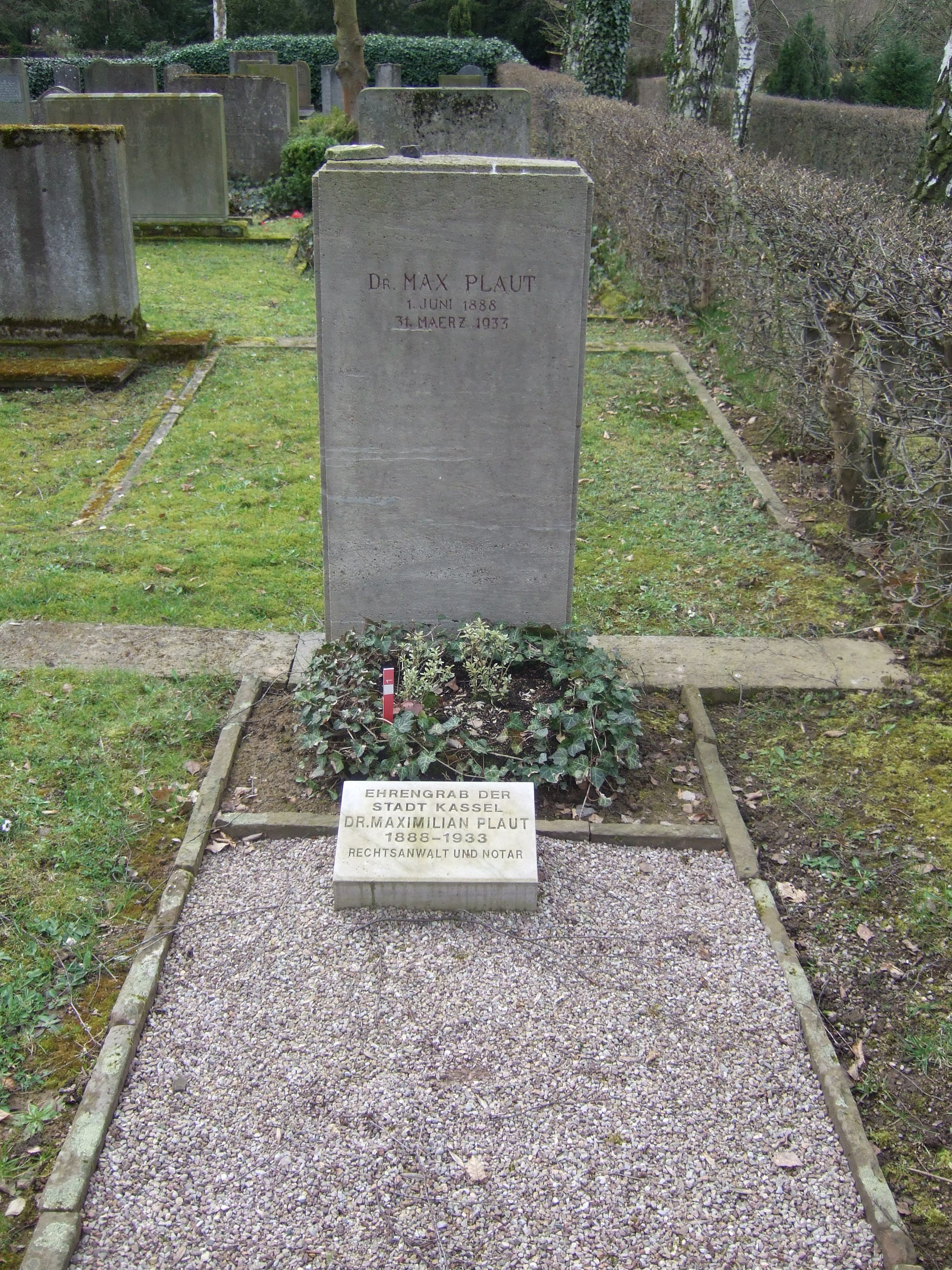
Grab von Max Plaut auf dem neuen jüdischen Friedhof in Kassel-Bettenhausen

## Wirkung
Da Plaut eine durchaus prominente Person war, wurden die tagelangen „Exzesse der Gewalt“, bei denen auch andere Personen misshandelt wurden, überregional bekannt. Kassel wurde daraufhin von amerikanischen Zeitungskorrespondenten besucht, die in Frankfurt am Main akkreditiert waren, um diesen Gerüchten nachzugehen. Diese verließen jedoch die Stadt wieder, nachdem sie durch Äußerungen über vorübergehend festgenommene Juden getäuscht worden waren, und da in Kassel selbst „Ruhe und Ordnung“ zu herrschen schien.
Am ehemaligen Standort der Bürgersäle in der Nähe des Rathauses Kassel wurde eine Gedenktafel aufgestellt, welche unter anderem an das Schicksal von Max Plaut erinnert.

## Familie und Privatleben
Max Plaut war mit der Schweizerin Elsa Plaut (Geb. Zivi) verheiratet und hatte mit ihr drei Kinder (Alex, Anita & Edith). Nach dem Tod des Ehemanns kehrte die Witwe in ihre Heimat zurück, und ihren Kindern wurde zunächst erzählt, dass ihr Vater bei einem Unglück verstorben sei.
Plaut spielte Geige und war im Kasseler Musikleben aktiv. Zwischen etwa 1921 bis 1931 schrieb er für die Kasseler Neuesten Nachrichten überregional beachtete Musikkritiken.

## Würdigungen
- Stolperstein an seinem letzten Wohnsitz
- Seit 2015 ist sein Grab ein Ehrengrab der Stadt Kassel.